# Краивичьен, Танин
Танин Краивичьен (тайск. ธานินทร์ กรัยวิเชียร; 5 апреля 1927, Бангкок — 23 февраля 2025, Бангкок) — таиландский юрист и государственный деятель, монархист и антикоммунист. Премьер-министр Таиланда в 1976—1977 годах. Возглавил правительство после военного переворота и Таммасатской резни. Проводил крайне правый политический курс, инициировал жёсткие репрессии против компартии и левых сил. Многолетний член Тайного совета при короле Раме IX.

## Учёба и юридическая карьера
Происходит из семьи китайского иммигранта, владельца крупного бангкокского ломбарда. Окончил юридический факультет Таммасатского университета. В 1948—1953 годах продолжал учёбу в Великобритании, окончил Лондонскую школу экономики. Работал в Лондоне адвокатом, женился на датчанке.
Вернувшись в Таиланд, поступил на службу в министерство юстиции. Сделал быструю судейскую карьеру, некоторое время являлся председателем Верховного суда. Затем занимался адвокатурой, преподавал юриспруденцию в Таммасатском и Чулалонгкорнском университетах. Возглавлял Ассоциацию адвокатов Таиланда. Был представлен королю Пхумипону Адульядету Раме IX, стал одним из королевских фаворитов.

## Консервативно-монархическая политика
Танин Краивичьен выступал как один из ведущих монархо-консервативных идеологов, лидер таиландского ультрароялизма. В своих речах, книгах, телевизионных выступлениях он яростно критиковал левых и коммунистов. После падения правого военного правительства в октябре 1973 года Краивичьен стал депутатом Законодательного собрания по назначению короля.
Выступал за радикальное искоренение компартии, запрет леволиберальных организаций, подавление профсоюзов, контроль над студенчеством. После победы коммунистов в Индокитайской войне, объединения Вьетнама под властью КПВ, установления коммунистических режимов в Камбодже и Лаосе, он постоянно указывал на серьёзность угрозы и требовал решительного противостояния. По его мнению, Таиланд мог стать очередной «костяшкой домино», падающей под напором коммунистической экспансии.
Высказывался за восстановление военного режима под патронажем короля. В 1974 году Краивичьен вступил в ультраконсервативное движение «Навапон» и выдвинулся в его лидеры. Объективно Краивичьен выражал позицию не только таиландской элиты, но и широких масс мелкой и средней буржуазии, ремесленников, торговцев, подсобных работников, чрезвычайно обеспокоенных коммунистической опасностью.

## Переворот и назначение премьером
В 1976 году политическое противоборство и экономический кризис в Таиланде достигли апогея. Профсоюзные забастовки парализовали экономику. Демонстрации перерастали в массовые беспорядки и ожесточённые столкновение коммунистов и левых с ультраправыми. Прокатилась череда террористических актов. Либеральное правительство Сени Прамота утратило контроль над ситуацией. Движение «Навапон» требовало немедленного возврата к военному правлению.
На этом фоне в Таиланд решил вернуться экс-премьер Таном Киттикачон — свергнутый в 1973 году военный диктатор (ранее страну демонстративно посетил его заместитель Прапат Чарусатьен). Левые силы организовали кампанию студенческих протестов, эпицентром которых с 30 сентября 1976 года стал Таммасатский университет. 6 октября 1976 года ультраправые Красные гауры и полиция прорвались на территорию университета и учинили жестокую резню левых студентов. В тот же день министр обороны адмирал Сангад Чалорью отстранил от власти премьера Сени Прамота. Военный переворот был одобрен королём. Через день монарх назначил премьер-министром Танина Краивичьена.

## Во главе правительства
Танин Краивичьен сформировал крайне правое ультрароялистское правительство (в то же время, несмотря на подчёркнутый традиционализм, в состав кабинета впервые в истории Таиланда были включены две женщины — министры образования и транспорта). 22 октября 1976 года вступила в действие новая конституция, резко расширившая прерогативы премьер-министра. В то же время усилилась зависимость правительства от короля и военной хунты (Национальный военный совет) во главе с министром обороны Чалорью. Период авторитарного правления («постепенный переход к демократии») был анонсирован на ближайшие 12 лет.
«Послетаммасатский» режим считается самым жёстким в послевоенной истории Таиланда. Пост министра внутренних дел в кабинете Краивичьена занимал радикальный антикоммунист Самак Сунтхаравет. МВД организовало репрессивную кампанию против левых и коммунистов. Членство в коммунистических организациях каралось смертной казнью. Таиландская армия осуществила серию контрповстанческих спецопераций в труднодоступных районах. Была введена жёсткая цензура СМИ. Специальные подразделения полиции производили изъятия неблагонадёжной, с точки зрения правительства, литературы из книжных магазинов. Распоряжением Краивичьена были сожжены 45 тысяч книг, причём среди них были книги не только Максима Горького, но и Джорджа Оруэлла. На некоторых направлениях правление Краивичьена было авторитарнее прежней военной диктатуры.
В то же время правительство Краивичьена проводило активную социальную политику. В сельских районах открывались больницы, велось масштабное инфраструктурное и дорожное строительство. Эти меры способствовали росту популярности властей, однако привели к перенапряжению госбюджета и финансовому кризису. Активная борьба была развёрнута против наркоторговли и коррупции.

## Обострение ситуации и отстранение от власти
Первоначально правительство Краивичьена пользовалось относительно широкой поддержкой. Несмотря на жестокость резни в Таммасатском университете, большая часть таиландского общества позитивно расценила устранение коммунистической угрозы и стабилизацию положения в стране. Однако полицейские преследования, произвол госаппарата, экономические трудности, связанные с ростом бюджетных расходов и неблагоприятной экспортной конъюнктурой, быстро подорвали популярность Краивичьена.
Осложнились также отношения с США. Президент Джимми Картер требовал от таиландского правительства соблюдения прав человека. Конгресс США в специальной резолюции предупредил, что продолжение репрессий исключает получение американской экономической помощи.
Краивичьен оттолкнул от себя и армейские круги, поскольку претендовал на самостоятельность и отказывался предоставлять генералам посты в своём кабинете.
Уже в марте 1977 года была предпринята попытка очередного переворота. Свергнуть правительство Краивичьена попыталась группа военной молодёжи. Выступление было подавлено полицией, однако военная верхушка отнеслась к нему скорее сочувственно. Спустя полгода, 20 октября 1977 года, Национальный военный совет по инициативе адмирала Чалорью отстранил Танина Краивичьена с поста премьер-министра. Новое правительство возглавил генерал Криангсак Чаманан.

## Тайный советник
Отстранение от премьерства не означало конца политической деятельности Танина Краивичьена. Сразу после отставки король назначил его членом Тайного совета. В течение 39 лет Краивичьен влиятельным членом консультативного органа при монархе. По-прежнему выступал с традиционно-консервативных позиций.
Пхумипон Адульядет Рама IX скончался 13 октября 2016 года. В течение пятидесяти дней регентом и временным главой государства стал председатель Тайного совета Прем Тинсуланон (премьер-министр в 1980—1988 годах). Обязанности главы Тайного совета это время исполнял Танин Краивичьен.
1 декабря 2016 года на королевский трон Таиланда взошёл Маха Вачиралонгкорн Рама X. Новый монарх не включил Танина Краивичьена в состав Тайного совета.
Танин Краивичьен обладал репутацией квалифицированного юриста, убеждённого и честного человека. Его премьерство не было успешным, но октябрьские события 1976 года в Таиланде обозначили один из переломных моментов в ходе холодной войны: коммунистическая экспансия в Индокитая оказалась жёстко остановлена. Кроме того, правительство Краивичьена приняло на себя основную тяжесть политического и социально-экономического кризиса. Его преемники правили в объективно более благополучной обстановке. В этом смысле деятельность Танина Краивичьена создала условия для успешного развития Таиланда в «эру Тинсуланона».

### Смерть
Краивичьен умер 23 февраля 2025 года в возрасте 97 лет.